# دقات قلب (مسلسل)
دقات قلب هو مسلسل درامي اجتماعي تركي مدبلج إلى اللغة العربية باللهجة السورية عرض على قناة أبوظبي في 2009.

## الشخصيات
لمياء / الفتاة اليتيمة التي عاشت في بيت عمها كخادمة ثم تترك بيته لرفضها الزواج من قريب عمها بسبب حبها لعازف الكمان المشهور (حسين كنان) وتنتقل للعمل كخادمة في بيت (صائب باشا) خال كنان
كنان / عازف الكمان المشهور الذي ترك الجزيرة من سنين بسبب رفض خاله تزويجه من حبيبته ليلى واجبارها على الزواج من ابن خاله (جميل) وحينما يعود كينان إلى الجزيرة يلتقى بفتاتان أحمدهما خادمة (لميا) والأخرى سيدة أعمال تليق بمركزه كعازف مشهور (نريمان) فيحب لميا ويتزوج من نريمان
جميل /ابن خال كنان وزوج ليلى حب كنان الأول وذلك سبب في العداوة بينهما وتزيد هذه العدواة حينما يقع (جميل) في حب (لميا)

## ملخص القصة
قصه المسلسل
دقات قلب
دراما تركية رومانسية تحكي عن قصة عازف الكمان المشهور (حسين كنان) الذي يعود إلى الجزيرة لزيارة والدته (ملك) التي تعيش في بيت خاله (صائب باشا) وبمجرد وصله تصطدم عربته ب (لميا) ويقع في حبها من النظرة الأولى وتطورت علاقته بها حتى اقام معها علاقة ثم عرض عليها الزواج ولكنها ترفض حينما تعلم انه خطب (نريمان) فيتزوج (كينان) من (نريمان) ويعود (جميل) و (ليلى) باكرة من حفل الزفاف بسبب حمل (ليلى) فيجدوا أحد العمال بالبيت يحاول الاعتداء على (لميا) فيقتله جميل في محاولة الدفاع عن لميا فترد لميا الجميل وتسجن بدل جميل وفي السجن تتوفى (ليلى) زوجة (جميل) بسبب وقوعها من على الدرج، تتعرف لميا على (مقبولة)، وتعلم لميا انها حامل من كنان وتقرر الاحتفاظ بالطفل وتخرج (لميا) من السجن براءة وتعيش مع صديقتها الجديدة (مقبولة) وحينما يعرف والد مقبولة بحمل لميا يعرض عليها الزواج ليكون الطفل باسمه في هذا الوقت يبدأ جميل يحب لميا فيقوم بخطبة مقبولة حتى يبقى قريبا من لميا ولكن مقبولة تعشر بشئ غريب يبن خطيبها وزوجة ابيها فتحاول مقبولة قتل لمياء بسبب غيرتها منها.
الجزء الثانى
بعد موت والد مقبولة (زوج لميا) تترك لميا كل شئ وتاخد ابنتها (ملك) وتسافر بعيد فينجح كنان وجميل كل منهما منفردا ان يجدها بعدما افشت مقبولة السر لكنان وقالت له ان ملك ابنته هو فيسعى كنان لاسترداد ابنته فتضطر لميا للموافقة على عرض جميل للزواج منها على الرغم من حبها الكبير لكنان ولكن جميل يسئ معامله لميا بسبب غيرته الشديدة وعلمه بانها تحب كنان وفي الوقت نفسه ينهى كنان زواجه من نريمان ويعلن حبه للميا فتبدأ لميا اجراءات طلاقها من جميل وتذهب للعيش مع كنان وبسبب تدهور اوضاع كنان في العمل وعدم الاقبال عليه توافق لميا على العمل كممثلة في مسلسل تليفزوينى فيحظى المسلسل نجاح كبير وحينما يقع حادث مروع لجميل تأجل لميا لطلاقها منه فيحزن كنان لان جميل في حاله خطره فيكون هذا الاتهاد المشين نهاية لحب لميا لكنان سببت الحادثة شلل لجميل فيسافر للعلاج في إحدى الدول الأوروبية ويترك للميا رسالة رومانسية يعبر فيها بكل ما يشعر به ناحيتها وينجح علاج جميل ويعود مرة أخرى فتذهب اليه لميا التي أصبحت تعشقه وتعترف له بحبها ويقررا الزواج وفي يوم الفرح الجميع سعداء ولكن كنان وحيد بدون عمله وبدون حبيبته وبدون ابنته فيألف اخر لحن له ويهديه لابنته وينتحر وتنتهي القصة بموت الملحن وقصة حزينة وملك تنسى ابوها ولميا تنسى حبها.

## أبطال المسلسل
- burak hakki حسين كنان
- Asli Tandogan لميا
- Yigit Ozsener جميل باشا زاده
- Ozge zdeR ناريمان
- Ozde Kansu نعمت
- Ayten Soykö ليلى

## وصلات خارجية
- دقات قلب على موقع IMDb (الإنجليزية)
- دقات قلب على موقع كينوبويسك (الروسية)
- دقات قلب على موقع قاعدة بيانات الفيلم (الإنجليزية)